# Еремковское сельское поселение
Еремко́вское се́льское поселе́ние — упразднённое муниципальное образование в составе Удомельского района Тверской области России.
На территории поселения находятся 22 населенных пункта. Административный центр — село Еремково.
Образовано в 2005 году, включило в себя территорию Еремковского сельского округа.
Законом Тверской области от 7 декабря 2015 года № 117-ЗО, 18 декабря 2015 года все муниципальные образования Удомельского района — городское поселение — город Удомля, Брусовское, Еремковское, Зареченское, Копачёвское, Котлованское, Куровское, Молдинское, Мстинское, Порожкинское, Рядское и Удомельское сельские поселения — были преобразованы в Удомельский городской округ.

## География
- Общая площадь: 151,1 км²
- Нахождение: восточная часть Удомельского района.
  - Граничит:
    - на севере — с Зареченским СП,
    - на востоке — с Брусовским СП,
    - на востоке — с Малышевским СП Максатихинского района,
    - на юге — с Молдинским СП,
    - на юго-западе — с Удомельским СП,
    - на западе — с Рядским СП.

На территории поселения — река Середница, несколько озёр.
Поселение пересекает Октябрьская железная дорога, линия «Бологое—Сонково—Рыбинск».

## Экономика
Основное хозяйство: СПК «Еремковский».

## Население
По переписи 2002 года — 711 человек, на 01.01.2008 — 741 человек.
| 2010 | 2011 | 2012 | 2013 | 2014 | 2015 | 2016 |
| ---- | ---- | ---- | ---- | ---- | ---- | ---- |
| 720  | ↘717 | ↗749 | ↗761 | ↗782 | ↘752 | ↘710 |

## Населенные пункты
На территории поселения находились следующие населённые пункты:
| №  | Тип нп | Название           | Население (2008 год) |
| -- | ------ | ------------------ | -------------------- |
| 1  | село   | Еремково           | 303                  |
| 2  | дер.   | Бочково            | 0                    |
| 3  | дер.   | Ворониха           | 7                    |
| 4  | дер.   | Всесвятское        | 5                    |
| 5  | дер.   | Вышково            | 10                   |
| 6  | дер.   | Голубково          | 53                   |
| 7  | дер.   | Горы               | 10                   |
| 8  | дер.   | Дмитровка          | 9                    |
| 9  | дер.   | Едутино            | 49                   |
| 10 | дер.   | Займище            | 45                   |
| 11 | дер.   | Найденка           | 9                    |
| 12 | дер.   | Новково            | 56                   |
| 13 | дер.   | Ново-Альфимово     | 11                   |
| 14 | дер.   | Ново-Еремково      | 38                   |
| 15 | дер.   | Пеньково           | 6                    |
| 16 | дер.   | Петрово            | 11                   |
| 17 | дер.   | Попово-Еремковское | 4                    |
| 18 | дер.   | Сергино            | 22                   |
| 19 | дер.   | Сленково           | 48                   |
| 20 | дер.   | Старо-Альфимово    | 5                    |
| 21 | дер.   | Старое             | 48                   |
| 22 | дер.   | Токариха           | 8                    |

### Бывшие населенные пункты
На территории поселения исчезли деревни Трахочиха, Дергоусово, Климушино и другие.

## История
В XIX — начале XX века деревни поселения относились к Поддубской волости Вышневолоцкого уезда Тверской губернии.
С 1936 по 1960 год территория относилась к Брусовскому району Калининской области.